# Wario's Woods
 (mars 2020).
Si vous disposez d'ouvrages ou d'articles de référence ou si vous connaissez des sites web de qualité traitant du thème abordé ici, merci de compléter l'article en donnant les références utiles à sa vérifiabilité et en les liant à la section « Notes et références ».
Pour les articles homonymes, voir Woods.
Wario’s Woods (ワリオの森, Wario no mori) est un jeu vidéo de puzzle sorti en 1994 sur Nintendo Entertainment System et sur Super Nintendo.

## Système de jeu
Le jeu ressemble un peu à Tetris mais avec des règles différentes. Le joueur doit déplacer des monstres de couleur semblable qui ont chacun leur caractéristique à côté d’une ou plusieurs bombes qui ont la même couleur que les monstres. Birdo, Toad et Wario sont les personnages principaux de ce jeu. Pour déplacer les objets, le joueur utilise Toad. Birdo lance des bombes et Wario fonce vers l’arbre et lance des monstres et des bombes.

## Différences entre les versions
Les versions NES et Super Nintendo ont quelques différences, notamment la musique ainsi que le fait que les diamants ne puissent être portés par Toad que dans la version Super Nintendo.
Aussi, pour Wario’s Woods sur NES, les versions NTSC (Japon/États-Unis) et PAL (Europe/Australie) proposent des musiques différentes dans la plupart des situations.
La version NES est le dernier jeu sorti sur cette console, aux États-Unis, en 1994.

## Rééditions
- Une version du jeu est disponible dans Animal Crossing sur GameCube.
- Sur Wii en téléchargement sur la Console virtuelle.